# ناحیه گلن، شهرستان ایتکین، مینه سوتا
ناحیه گلن (به انگلیسی: Glen Township) یک منطقهٔ مسکونی در ایالات متحده آمریکا است که در شهرستان ایتکین، مینه‌سوتا واقع شده‌است.
 ناحیه گلن ۹۴٫۸ کیلومتر مربع مساحت و ۴۵۰ نفر جمعیت دارد و ۳۹۹ متر بالاتر از سطح دریا واقع شده‌است.